# Gerardo García León
Gerardo García León (* 7. Dezember 1974 in Sevilla), kurz Gerardo, ist ein ehemaliger spanischer Fußballspieler, der zuletzt bei Real Sociedad San Sebastián in der spanischen Segunda División spielte.

## Spielerkarriere

### Aufstiegskampf
Gerardo startete seine Karriere als Profifußballer 1993 bei Real Madrid Castilla in der Segunda División. Nach zwei Jahren als Stammspieler wechselte er 1995 den Verein und ging zum Ligarivalen CD Leganés. Dort hielt es ihn nicht sonderlich lange, nur ein Jahr später ging er trotz Stammplatz zum katalanischen Club UE Lleida. Dort und auch 1997/98 bei CD Badajoz scheiterte er jeweils erneut am Aufstieg.

### Villarreal
Im Sommer 1998 ging Gerardo zum Erstliga-Aufsteiger FC Villarreal. Doch schon nach einem Jahr stieg er mit seinem Team schon wieder ab. Immerhin gelang 1999/2000 der direkte Wiederaufstieg. Nach der Hinrunde verließ Gerardo den Club und wurde an den spanischen Topclub FC Valencia ausgeliehen. Doch schon nach einem halben Jahr wurde der Andalusier an CA Osasuna verliehen.

### Die letzten Jahre
Im Sommer 2001 wechselte Gerardo erstmals in seine andalusische Heimat und unterschrieb beim Erstligisten FC Málaga. Bei den Andalusiern spielte er bis zum Abstieg 2006 und erreichte sogar einmal den UEFA Cup. Nach der Saison ging er zum baskischen Erstligisten Real Sociedad San Sebastián. Auch mit den Basken folgte der Abstieg 2007, doch dieses Mal blieb er bei seinem Verein und entwickelte sich zum Stammspieler in der Segunda División. 2009 folgte sein Wechsel zum Zweitligakonkurrenten FC Córdoba.

## Erfolge
- U-16-Europameister 1991
- 2000 – Aufstieg in die Primera División mit FC Villarreal